# Identitetspolitik
Identitetspolitik är politik som särbehandlar grupper inom samhället i syfte att värna dem mot orättvisor. Den makt som en majoritetsbefolkning eller dominerande nation (i betydelsen av ett folk) kan använda för att förtrycka, marginalisera, exkludera eller assimilera minoritetsgrupper är enligt identitetspolitiken ofta ursprunget till de orättvisor som identitetspolitik syftar till att åtgärda. Även orättvisor eller problem som en könsmaktordning kan ge upphov till ligger ofta till grund för politiken. Den syftar ofta till att motverka fördomar och strukturell diskriminering kopplad till gruppmedlemmarnas identitet. Inte sällan har sådana fördomar och diskriminering sitt ursprung i historiskt ojämlika förhållanden. Identitetspolitik förespråkar positiv särbehandling utifrån individers identitet, vilket skiljer den från politik som bygger på likabehandling som rättviseideal. 
Ofta är politiken kopplad till att bekämpa diskriminering gentemot en grupp och stärka gruppens ställning i samhället. Exempel på sådana identiteter är grupper baserade på ras, klass, religion, kön, könsidentitet, etnicitet, nation, sexuell läggning, funktionsvariation, ålder och kultur. Typiska identitetspolitiska metoder är positiv särbehandling och kvotering. Lika utfall i stället för lika möjligheter är målet för identitetspolitiken. Identitetspolitik har kritiserats för att motverka integration av nyanlända i samhället och bidra till ökad segregation, genom att bidrag riktade till olika religiösa och etniska grupper tenderar att befästa skillnader i stället för att bidra till likhet.
Ett av de äldsta skriftliga beläggen för termen spåras till 1974 då den användes i ett manifest av den afroamerikanska kvinnogruppen Combahee River Collective. Det förekommer företrädesvis i arbetarrörelser, etniska rörelser, feministiska rörelser, HBTQ-rörelser, handikapprörelser, och postkoloniala rörelser.  
Minoriteters rättigheter är en huvudfråga i identitetspolitik. 
Identitetspolitiken är föremål för debatt och kritik.

## Definition
Identitetspolitik är en politisk eller social rörelse av eller för en samhällsgrupp, ofta definierad utifrån gruppmedlemmarnas etnicitet, religion, sexualitet eller kön/genus, som syftar till att återställa rättvisa för gruppmedlemmar som utsatts för diskriminering eller annan orättvis behandling på grund av deras gruppidentitet. De orättvisor gruppmedlemmarna anses utsatta för har ofta sin grund i att deras gruppidentitet, alternativt stereotyper eller fördomar om deras gruppidentitet, stått i konflikt med eller varit avvikande från majoritetsbefolkningens identitet. Att motverka eller eliminera sådana negativa stereotyper och fördomar om minoritetsgrupper som historiskt rättfärdigat förtyck, marginalisering exkludering eller assimilering av gruppmedlemmarna är ofta en del av identitetspolitikens syfte. En bred definition av begreppet kan även inkludera nationalistiska eller separatistiska rörelsers politik i begreppet. Identitetspolitik är begreppsmässigt nära besläktat med mångkulturalism, inkludering och intersektionalitet. Politiken utformas ofta utifrån en uppfattning om att minoritetsbefolkningars kultur förtjänar att värnas mot majoritetskulturens dominans och/eller en syn på makthierarkier som orättvisa. Som metod för att åstadkomma rättvisa förespråkas ofta så kallad positiv särbehandling vilket skiljer identitetspolitik från de medborgarrättsrörelser som byggde på en likabehandlingsprincip och lika möjligheter.

## Historia
Termen identitetspolitik har använts sedan ungefär 1960-talet. Ett syfte med identitetspolitiken har varit att ge röst åt dem som är förtryckta och inte fått utrymme att uttrycka förtrycket – en process av medvetandegörande som skiljer identitetspolitiken från den liberala uppfattningen att politik bedrivs av egenintresse.
Identitetspolitik är ett fenomen som uppstod först i de radikala utkanterna av demokratiska samhällen i vilka mänskliga rättigheter erkänns.[källa behövs] Termen används sällan för motståndsrörelser i enpartistater eller diktaturer. De ingående delarna av identitetspolitiken kan sägas ha funnits i de allra tidigaste uttrycken för feminism, etniska rörelser och gayrörelsen. Formellt sett kan det till och med härledas till Karl Marx uppfattningar om klasser som medvetandegörs om sig själva och därmed utvecklar en klassmedvetenhet.
Klassidentitetspolitik beskrevs första gången kortfattat i en artikel av L. A. Kauffman, vilken spårade dess ursprung till Student Nonviolent Coordinating Committee (SNCC), en organisation som kämpade för medborgerliga rättigheter i USA under tidigt 1960-tal. Fastän SNCC skapade många av dess grundläggande principer, och åtskilliga black power-grupper vidareutvecklade dem, fann de uppenbarligen inget behov av att också skapa en benämning för fenomenet. Snarare uppstod termen när utomstående grupper – och då särskilt ras- och etnicitetsspecifika kvinnosaksgrupper, i synnerhet black feminism – började anta handlingssättet under senare delen av 1960-talet. Spår av identitetspolitik kan också återfinnas i gayrörelsens tidigaste skrifter som till exempel Dennis Altmans Homosexual: Liberation/Oppression (1971), Jeffrey Weeks Coming Out: Homosexual Politics in Britain from the Nineteenth Century to the Present (1977), och  Ken Plummers The Making of the Modern Homosexual (1981). Ett av de äldsta skriftliga beläggen för identitetspolitik kan återfinnas i Combahee River Collective Statement i april 1977, sedermera omtryckt i många antologier, och Barbara Smith och Combahee River Collective har givits äran för att ha myntat termen vilken de definierade som "en politik som växte fram ur vårt gemensamma material av erfarenheter såsom svarta kvinnor". Vissa grupper har kombinerat identitetspolitik med marxismens klassanalys och klassmedvetenhet – det mest anmärkningsvärda exemplet är Svarta pantrarna – men detta är inte nödvändigtvis kännetecknande för fenomenet. Ett annat exempel är MOVE(en) som blandar svart nationalism med anarkoprimitivism.
Under 1980-talet blev identitetspolitiken mycket framträdande och allierade sig med nya samhällsorienterade aktivistgrupper.

## Kritik

### Rörelsens kännetecken
Identitetspolitik har av Eric Kaufmann, professor vid University of London, beskrivits som ett uttryck för kulturell socialism. Identitetspolitik motiveras i kulturell socialism av en strävan att uppnå lika utfall mellan olika grupper. Målsättningen att uppnå lika utfall legitimerar inskränkningar i rättigheter för och särbehandling av privilegierade grupper.
Kritiker menar vidare att det finns stora likheter mellan de idéer som används för att motivera och legitimera identitetspolitik, såsom kritisk rasteori, radikalfeminism och antirasism, och marxism. Kritiken fokuserar på indelningen av samhället i under- och överordnade grupper. Enligt marxistisk idéteori förtrycks den underordnade arbetarklassen av den överordnade borgarklassen och på samma sätt delar andra teorier in samhället i överordnade och underordnade grupper.
Diverse rörelser har i efterhand tillskrivits benämningen, trots att de verkat långt innan termen identitetspolitik myntades. Historikern Arthur M. Schlesinger diskuterade utförligt identitetspolitik i sin bok The Disuniting of America. Schlesinger, som är anhängare av liberalismens fokus på medborgerliga rättigheter, argumenterar för att liberal demokrati förutsätter en gemensam grund för fungerande kultur och samhälle.
Enligt detta synsätt skadas det civila samhället av att politiken bygger på grupper som blir marginaliserade, varför dess förfäktare verkar mot att få ett slut på marginaliseringen. Schlesinger tycker att "medborgarrättsrörelser borde sträva mot att majoritetssamhället visar full acceptans och integrerar de marginaliserade grupperna, snarare än /.../ att bevara marginaliseringen genom att lyfta fram olikheterna."

### Hbtq-personer
De tidigaste stegen mot den moderna hbtq-rörelsens födelse var nära förbunden med identitetspolitik. För att hbtq-personers livsvillkor skulle hamna på den politiska dagordningen, var hbtq-personer tvungna att offentligt få en identitet och "komma ut". På 1980-talet blev identitetspolitik central i gayrörelsens kamp. Detta öppnade för förändring men också kritik. Några hbtq-rättsaktivister samt queerteoretiker kom att kritisera hur identitetspolitiken gestaltade sig inom gayrörelsen. Huvudfåran inom queerfeminismen var istället influerad av poststrukturalistiska kritiker av identitetspolitik som Judith Butler, Wendy Brown och Joan W. Scott, vilka framhöll vikten av att inte anta en redan given identitet utan att istället omskapa och förgöra identiteter genom performativitet. Ytterligare en kritiker av identitetspolitik är litteraturvetaren Gayatri Chakravorty Spivaks vars arbeten visar på hur underordnade gruppers identiteter alltid är formade ovanifrån, men också har diskuterat behovet att trots dess begränsning omfamna ett slags strategisk essentialism, en form som har försökt samarbeta med hegemoniska diskurser för att förändra förståelsen av universella målsättningar.
Liberala hbtq-rättsaktivister fortsätter verka för full acceptans för hbtq-personer inom majoritetssamhället, men queeraktivister gör istället ställningstagandet att de står utanför majoritetssamhället och inte har någon önskan att deltaga i det eller accepteras av det. De förra kritiserar de senares förhållningssätt och menar det vara kontraproduktivt att befästa diskriminering och attityder i samhället mot hbtq-personer. De senare kontrar med att de förra försöker upplösa hbtq-identiteterna för att kapitalisera på andra slags privilegier (rasliga, ekonomiska, geografiska).

### Homogenitet och essentialism
Några kritiker framhärdar att just den intoleranta homogeniteten i majoritetskulturen gör full acceptans omöjlig och att rörelser för social rättvisa borde sträva efter, inte integration utan snarare mångkulturalism, utan att för den skull bevara homogeniteten och det motstånd som hör till denna.
Andra kritiker av identitetspolitik hävdar att den lutar mot essentialism eftersom några av dess företrädare antar att genus, ras eller annan grupptillhörighet är fixerade eller biologiskt bestämda enheter, snarare än sociala konstruktioner. Sådan kritik är vanligast i grupper som sammanbinds av frågor om genus och sexuell läggning, där det kan vara kontroversiellt att definiera egenskaper för hårt.

### Gemensam identitet
Andra kritiker har påstått att grupper som sammanbinds av gemensam identitet annan än klass (till exempel religiös identitet eller neurodiversitet) kan stjäla energi från mer fundamentala frågor såsom klasskamp i kapitalistiska samhällen. Sådana argument har framförts av ett flertal skribenter, till exempel Eric Hobsbawm, Todd Gitlin, Michael Tomasky, Richard Rorty, Sean Wilentz, Robert W. McChesney, Bart Landry, och Jim Sleeper.
Hobsbawm, i synnerhet, har kritiserat nationalismer och principen om självbestämmande av nationer vilken antogs internationellt efter andra världskriget, eftersom regeringar sällan är annat än uttryck för den styrande klassen eller makten, och deras uppkomst orsakade flera av krigen på 1900-talet. Av den anledningen hävdar Hobsbawm att identitetspolitik, som queernationalism eller islamism, endast är andra varianter av den borgerliga nationalismen.